# Медуза ируканджи

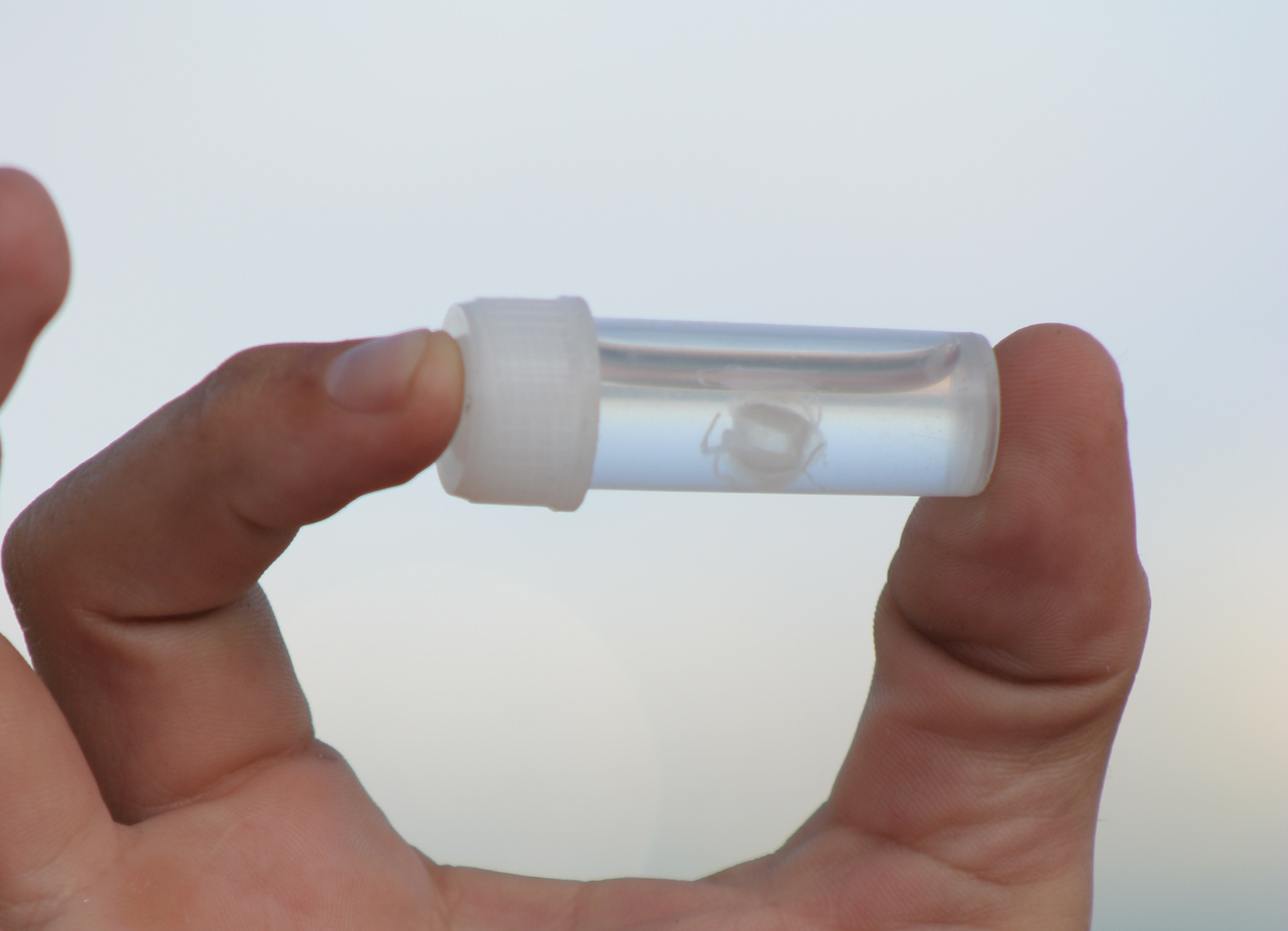
Медуза

Медуза ируканджи — группа тихоокеанских медуз необычайной ядовитости. Включает 16 видов, в том числе Carukia barnesi, Carukia shinju, Malo kingi, Alatina mordens, Alatina moseri и другие. Сведения о них были впервые собраны в 1952 году академиком Хьюго Флекером, который назвал их в честь австралийского племени ируканджи. Более близко познакомил человечество с этой небольшой медузой доктор Джек Барнс: в 1961 году он поймал особь одного из этих видов  и намеренно дал ей «ужалить» себя, поручив своему 9-летнему сыну и спасателю-волонтеру наблюдать за проявлениями действия яда медузы (а после отвезти «подопытного-добровольца» в больницу). Доктор составил подробное описание медузы и симптомов воздействия её яда.
Взрослая особь ируканджи, по виду напоминающая небольшой прозрачно-беловатый колокольчик, имеет размер примерно 12×25 мм. Также у неё имеются 4 длинных, тонких, почти прозрачных щупальца длиной от нескольких миллиметров до 1 метра, покрытых стрекательными клетками. Яд при действии на человека вызывает целую цепь паралитических эффектов (таких, как сильная головная боль, боли в спине, мышечные боли, боли в области живота и таза, тошнота и рвота, потливость, беспокойство, гипертония, тахикардия и отёк легких), называемых синдромом ируканджи. В отдельных случаях состояние может быть крайне тяжелым и завершиться летальным исходом (чудовищная боль по всему телу, длящаяся около суток). Опасным фактором является и то, что эта кубомедуза выпускает яд не всей клеткой (как «морская оса»), а выстреливает им с кончика щупальца, из-за чего его действие проявляется замедленно, а лёгкий «укус» не воспринимается купальщиками всерьёз. Медуза обитает преимущественно в водах Австралии, но глобальное потепление, в том числе океанических вод, может привести к постепенному распространению ируканджи в водах Мирового океана.

## В популярной культуре
Медуза фигурирует в австралийском сериале "Врачи с острова Надежды", в частности, в заключительной серии показан результат действий яда на человека.